# 1996年アトランタオリンピックのザンビア選手団
1996年アトランタオリンピックのザンビア選手団（1996ねんアトランタオリンピックのザンビアせんしゅだん）は、1996年7月19日から8月4日にかけてアメリカ合衆国のジョージア州アトランタで開催された1996年アトランタオリンピックのザンビア選手団、およびその競技結果。

## 概要
今大会は銀メダル1個、合計1個のメダルを獲得した。

## メダル
| メダル | 選手名             | 競技 | 種目             |
| ------ | ------------------ | ---- | ---------------- |
| 銀     | サミュエル・マテテ | 陸上 | 男子400mハードル |